# Midacritus stuardoanus
Midacritus stuardoanus is een vliegensoort uit de familie Mydidae. De wetenschappelijke naam van de soort is voor het eerst geldig gepubliceerd in 1938 door Séguy.
De soort komt voor in Chili.